# 麦迪逊广场花园

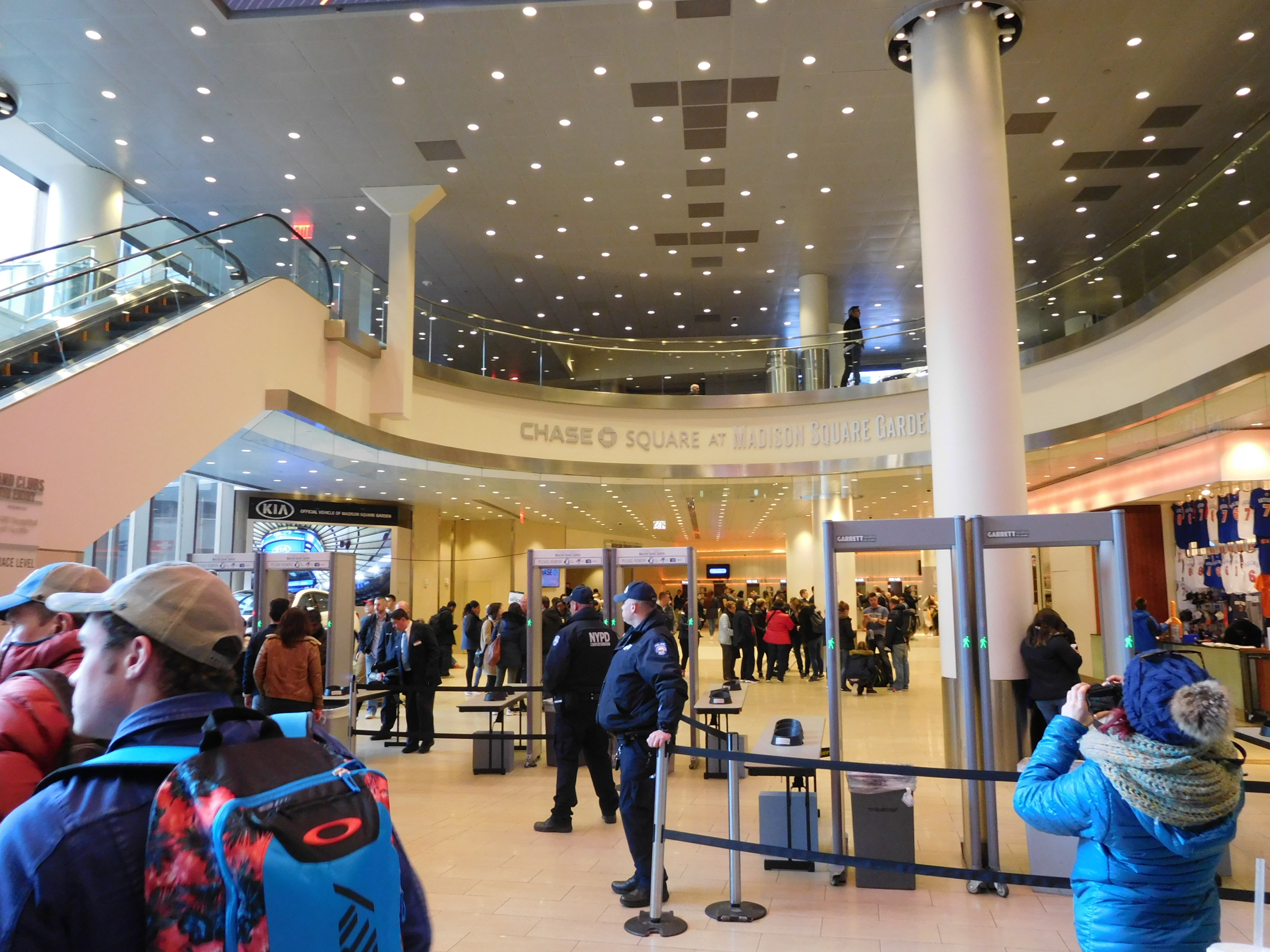
麥迪遜花園廣場內部

麥迪遜廣場花園（英語：Madison Square Garden，縮寫為MSG）是美国紐約州紐約市的一座著名体育场馆，位于賓夕法尼亞車站的建址之上，是许多大型体育比赛、演唱会和政治活动的举办地。亦同是NBA紐約尼克和國家冰球聯盟（NHL）紐約遊騎兵隊之主場。
麦迪逊广场花园始建于1879年，因原址位于麦迪逊广场而得名，其后虽然于1925年和1968年两次迁往新址，但是名称并未改变。
目前的麥迪遜廣場花園是1968年2月11日開幕，被認同是紐約大都會區最悠久也是最活躍的運動場地之一，其地位一向被世界諸多各國表演者視為演唱會最高舞台，能夠在麥迪遜廣場花園表演視為終身榮幸。
麥迪遜同時也是國家冰球聯盟最悠久的主場館，以及國家籃球協會最悠久的主場館，另外由售票紀錄來看，也是世界第三大的娛樂表演場地，僅次於英格蘭的曼彻斯特竞技场與O2體育館。
在2013年，由售票紀錄來看麥迪遜為世界第23名的娛樂表演場地 

## 紀錄及重要事件
在1980年，麥迪遜舉辦了第一屆的世界女子柔道大賽，由英國的Jane Bridge獲得48公斤項目首面金牌﹔於1985年,舉辦首屆了由世界摔角協會(今世界摔角娛樂)主辦的「摔角狂熱」（Wrestlemania），以及於1988年舉辦的首屆「夏日衝擊」。
在1990年，Andrew Dice Clay是歷史上第一位在麥迪遜連續演出兩晚售票表演的喜劇藝人；2009年，NCAA創下史上第二長的男子籃球賽，由當時正在進行大西區男子籃球巡迴賽(Big East Men's Basketball Tournament)的雪城橘對上康乃狄克哈士奇，共進入6次延長賽。
香港歌手張學友曾于1995年的世界巡迴演唱會紐約站中使用麥迪遜廣場花園作為兩場大型演唱會的場地，是亞洲歌手首次的麥迪遜廣場花園個人大型表演，并在當時被《紐約時報》等紐約當地重要傳媒廣泛報導，引起不小反響。
華人登台紀錄
- 1979年10月3日，羅文演唱會，由環球（國際）娛樂公司Worldwide Entertainment主辦。 （页面存档备份，存于）
- 1995年，張學友95世界巡迴演唱會紐約站，[7]張學友95世界巡迴演唱會紐約站。
- 2014年3月22日，五月天第一個華人樂團舉行紐約站。

韓國與日本登台紀錄
- 1985年8月14日，LOUDNESS為第一個亞洲樂團和日本重金屬樂團登上此地舉行 Thunder in the East Tour in the West 1985，暖場由Mötley Crüe擔任。
- 2006年2月2日-3日，RAIN“Rainy Day in New York”個人演唱會。
- 2011年10月23日，SMTOWN Live '10 World Tour第一個在麥迪遜舉辦的韓國藝人演唱會。（包括東方神起、BoA、安七炫、Super Junior、少女時代、SHINee、f(x)）
- 2012年3月25日，日本搖滾樂團L'Arc〜en〜Ciel  彩虹樂團舉行演唱會《L'Arc〜en〜Ciel WORLD TOUR 2012》
- 2014年10月11日，視覺系搖滾樂團X JAPAN登台演出。
- 2023年8月13日， 韓國CUBE娛樂旗下女團(G)I-DLE舉行《2023 (G)I-DLE WORLD TOUR 'I AM FREE-TY'》世界巡演 - 紐約站

## 外部連結
- TheGarden.com